# Bailleux
Ne doit pas être confondu avec Brasserie Bailleux ou Antoine Bailleux.
Pour les articles homonymes, voir Bailleux (homonymie).
Pour l’article ayant un titre homophone, voir Bayeux.
Bailleux est une localité de la République démocratique du Congo, située dans la province du Bas-Congo.